# Собор Святых Иоанна Крестителя и Иоанна Богослова (Торунь)
Собор Святых Иоанна Крестителя и Иоанна Богослова — средневековый католический храм, памятник кирпичной готики, самая старая постройка польского города Торунь. Кафедра епископа Торуня, малая базилика. В составе объекта «Старый город в Торуне» входит в список всемирного наследия ЮНЕСКО.

## История
Первый католический храм на высоком берегу Вислы был заложен в середине XIII века, практически сразу по основании крепости Торн и поселения вокруг неё. Фрагменты его северной и восточной стены и кусочек карниза, покрытого зелёной глазурью, были обнаружены под полом современного пресвитерия при реставрационных работах 1994—1995 годов. Это была кирпичная зальная церковь размером 22 х 11 метров, до нашего времени от неё дошла лишь раннеготическая бронзовая купель, именно в ней в 1473 году крестили Николая Коперника.
Строительство второй, намного более вместительной трёхнефной и трёхпролётной базилики с квадратной башней стартовало в начале XIV века. От неё осталась алтарная часть, а также стены и колонны трёх восточных пролётов до половины их высоты. На стенах боковых приделов можно увидеть полуколонны, поддерживавшие ранее своды второй церкви. Храм сильно пострадал в пожаре 1351 года, однако это послужило его дальнейшему расширению — свод главного нефа был поднят выше, в длину добавился ещё один пролёт, а с запада была построена новая башня. Современный вид церковь приобрела к концу XVI века. Вместо обрушившейся башни выстроили новую, более мощную и массивную, трёхнефный зал под звёздчатым сводом достиг своей теперешней высоты 27 метров, а с севера и юга к нему были пристроены два ряда боковых капелл.
В средние века храм, называемый тогда церковью Святого Иоанна, был приходским костёлом центра города. В нём встречали польских королей, прибывающих в Торунь, проводили выборы городского совета, здесь же похоронены многие знатные горожане. В 1530—1583 годах церковь стала протестантской, затем до 1599 года использовалась совместно лютеранами и католиками. В это время были утрачены средневековые настенные росписи.
В 1935 году костёл Святого Иоанна приобрёл почётный статус малой базилики, а в 1992 году стал кафедральным собором вновь образованной епархии Торуня, получив современное название собора Святых Иоанна Крестителя и Иоанна Богослова. 7 июня 1999 года в соборе принёс молитву папа Иоанн Павел II.

## Интерьер собора
Главный алтарь собора — триптих начала XVI века, посвящённый святому Вольфгангу, выше алтаря — деревянное распятие конца XVI века. Среди древнейших реликвий собора — готические картины примерно 1360 года с изображением его покровителей Иоанна Крестителя и Иоанна Богослова. К этому же времени относится бронзовое надгробие мэра Торуня Иоганна фон Зоста и его жены Маргариты у южной стены. Шедеврами готического искусства начала XV века являются барельеф святой Марии Магдалины, которую несут ангелы, и скульптура Скорбящего Христа в капелле святой Варвары. Гордость собора — величайший в Польше средневековый колокол Tuba Dei (Труба Господня) 1500 года массой 7 тонн, который звонит лишь несколько раз в году, по большим праздникам.
Многочисленные барочные алтари в нефе и боковых капеллах относятся к XVII—XVIII векам. Кафедра в стиле рококо была перенесена сюда из доминиканского костёла Святого Николая. В часовне Коперника, бывшей Ангелов-хранителей, рядом с бронзовой купелью, в которой был крещён великий астроном, установлен его резной бюст 1766 года работы Войцеха Ройовского. Современники не приняли скульптуру, почти 150 лет она хранилась в подвалах Старой ратуши и лишь в 1809 году стараниями Станислава Сташица обрела своё место в соборе. Неоготические витражи собора выполнены на рубеже XIX и XX веков.